# Vänö fjärden
Vänö fjärden är en fjärd i Finland.   Den ligger i landskapet Egentliga Finland, i den södra delen av landet, 150 km väster om huvudstaden Helsingfors.
Vänö fjärden avgränsas av Västra öarna i öster, Stora Ådskär i väster och Boss råsen i nordväst. Den ansluter till Örö fjärden i söder och östra delen av Norrfjärden i norr.